# 东溪水库 (仙游)
东溪水库是中国福建省莆田市仙游县境内的一座水库，位于柴桥头溪上，建于1980年。水库正常库容为1940万立方米，集雨面积为35平方千米，海拔为142米。